# Philadelphia Eagles 2011
La stagione sportiva 2011 dei Philadelphia Eagles è stata la 79ª della squadra disputata nella National Football League. Gli Eagles hanno giocato le partite in casa al Lincoln Financial Field di Filadelfia. Per la 13ª stagione consecutiva la squadra è stata guidata dall'allenatore capo Andy Reid.
Al termine della stagione precedente il defensive coordinator Sean McDermott è stato esonerato e sostituito da Juan Castillo che ricopriva precedentemente il ruolo di allenatore della offensive line a sua volta sostituito da Howard Mudd, mentre l'allenatore della defensive line Rory Segrest è stato sostituito da Jim Washburn proveniente dai Tennessee Titans.

## Roster

### Free agent
I seguenti giocatori risultavano free agent al termine della stagione 2010.
| Ruolo | Giocatore         | Squadra del 2011    |
| ----- | ----------------- | ------------------- |
| K     | David Akers       | San Francisco 49ers |
| LB    | Stewart Bradley   | Arizona Cardinals   |
| RB    | Eldra Buckley     | Philadelphia Eagles |
| OL    | Nick Cole         | da definire         |
| LB    | Omar Gaither      | Carolina Panthers   |
| S     | Antoine Harris    | da definire         |
| RB    | Jerome Harrison   | Detroit Lions       |
| CB    | Ellis Hobbs       | ritirato            |
| G     | Max Jean-Gilles   | Cincinnati Bengals  |
| LB    | Akeem Jordan      | Philadelphia Eagles |
| DE    | Bobby McCray      | da definire         |
| S     | Quintin Mikell    | Saint Louis Rams    |
| CB    | Dimitri Patterson | Cleveland Browns    |
| P     | Sav Rocca         | Washington Redskins |
| LB    | Ernie Sims        | Indianapolis Colts  |
| QB    | Michael Vick      | Philadelphia Eagles |
| G     | Reggie Wells      | Philadelphia Eagles |

legenda
     Unrestricted Free Agent
     Restricted Free Agent.

### Acquisizioni
I seguenti giocatori sono stati acquisiti nella stagione 2011.
| Ruolo | Giocatore       | Squadra precedente    | Data del contratto | Tagliato il |
| ----- | --------------- | --------------------- | ------------------ | ----------- |
| DE/LB | Philip Hunt     | Winnipeg Blue Bombers | 11 febbraio        |             |
| LB    | Rashad Jeanty   | nessuna               | 20 febbraio        |             |
| CB    | Isaiah Trufant  | New York Jets         | 3 febbraio         |             |
| CB    | Nnamdi Asomugha | Oakland Raiders       | 28 luglio          |             |
| DE    | Jason Babin     | Tennessee Titans      | 30 luglio          |             |
| RB    | Ronnie Brown    | Miami Dolphins        | 2 agosto           |             |
| OT    | Ryan Harris     | Denver Broncos        | 2 agosto           |             |
| DT    | Cullen Jenkins  | Green Bay Packers     | 30 luglio          |             |
| TE    | Donald Lee      | Green Bay Packers     | 30 luglio          |             |
| G     | Evan Mathis     | Cincinnati Bengals    | 31 luglio          |             |
| S     | Jarrad Page     | New England Patriots  | 2 agosto           |             |
| LB    | Terence Thomas  | nessuna               | 31 luglio          |             |
| QB    | Vince Young     | Tennessee Titans      | 28 luglio          |             |

legenda
     Unrestricted Free Agent
     Restricted Free Agent
     Waivers.

### Il draft 2011
La tabella seguente rappresenta le scelte riservate agli Eagles nel Draft NFL 2011 tenutosi tra il 28 e 30 aprile 2011.
| Scelta | Scelta   | Giocatore          | Ruolo | Università                     | Contratto | Tagliato | Scambiato |
| Turno  | Assoluta | Giocatore          | Ruolo | Università                     | Contratto | Tagliato | Scambiato |
| ------ | -------- | ------------------ | ----- | ------------------------------ | --------- | -------- | --------- |
| 1      | 23       | Danny Watkins      | G     | Baylor University              |           | –        | –         |
| 2      | 54       | Jaiquawn Jarrett   | S     | Temple University              |           | –        | –         |
| 3      | 90       | Curtis Marsh       | CB    | Utah State University          |           | –        | –         |
| 4      | 116      | Casey Matthews     | LB    | University of Oregon           |           | –        | –         |
| 4      | 120      | Alex Henery        | K/P   | University of Nebraska-Lincoln |           | –        | –         |
| 5      | 149      | Dion Lewis         | RB    | University of Pittsburgh       |           | –        | –         |
| 5      | 161      | Julian Vandervelde | G     | University of Iowa             |           | –        | –         |
| 6      | 191      | Jason Kelce        | C     | University of Cincinnati       |           | –        | –         |
| 6      | 193      | Brian Rolle        | LB    | Ohio State University          |           | –        | –         |
| 7      | 237      | Greg Lloyd, Jr.    | LB    | Connecticut University         |           | –        | –         |
| 7      | 240      | Stanley Havili     | FB    | USC                            |           | –        | –         |

| Roster dei Philadelphia Eagles al termine della stagione 2011 |
| --- |
| Quarterback - 3 Mike Kafka - 7 Michael Vick - 9 Vince Young Running Back - 34 Ronnie Brown - 28 Dion Lewis KR - 25 LeSean McCoy - 32 Owen Schmitt FB Wide Receiver - 81 Jason Avant - 14 Riley Cooper - 16 Chad Hall RB - 10 DeSean Jackson PR - 18 Jeremy Maclin Tight End - 87 Brent Celek - 82 Clay Harbor Offensive Linemen - 65 King Dunlap T - 79 Todd Herremans T/G - 67 Jamaal Jackson C - 74 Winston Justice T - 62 Jason Kelce C - 69 Evan Mathis G - 71 Jason Peters T - 73 Julian Vandervelde G - 63 Danny Watkins G Defensive Linemen - 93 Jason Babin DE - 58 Trent Cole DE - 54 Brandon Graham DE - 76 Phillip Hunt DE - 97 Cullen Jenkins DT - 94 Derek Landri DT - 91 Trevor Laws DT - 75 Juqua Parker DE - 98 Mike Patterson DT - 55 Darryl Tapp DE - 72 Cedric Thornton DT Linebacker - 51 Jamar Chaney MLB/OLB - 57 Keenan Clayton OLB - 56 Akeem Jordan MLB - 96 Greg Lloyd MLB - 50 Casey Matthews MLB - 59 Brian Rolle OLB Defensive Back - 29 Nate Allen FS - 24 Nnamdi Asomugha CB - 21 Joselio Hanson CB - 27 Brandon Hughes CB - 26 Jaiquawn Jarrett SS - 31 Curtis Marsh CB - 49 Tom Nelson FS - 23 Dominique Rodgers-Cromartie CB - 22 Asante Samuel CB Special Team - 46 Jon Dorenbos LS - 6 Alex Henery K - 8 Chas Henry P/H Lista delle riserve - 95 Victor Abiamiri DT (IR) - 30 Colt Anderson FS (IR) - 42 Kurt Coleman SS (IR) - 90 Antonio Dixon DT (IR) - 53 Moise Fokou OLB (IR) - 11 Steve Smith WR (IR) Squadra di allenamento - 85 Brett Brackett TE - 77 Maurice Fountain DE - 84 Jamel Hamler WR - 39 Stanley Havili FB - 33 D.J. Johnson CB - 66 Dallas Reynolds G/C - 61 Zane Taylor C 53 attivi, 6 inattivi, 7 nella squadra di allenamento |
| Legenda - I rookie sono in corsivo. - Il primo ruolo è il principale mentre gli eventuali successivi indicano i ruoli secondari. - (IR) sta per Injured Reserve ed indica la lista ristretta per un solo giocatore infortunato che può tornare ad allenarsi dopo la settimana 6 e a rientrare in prima squadra dopo che questa ha giocato 8 partite. - (NF-Inj.) / (NF-Ill.) stanno rispettivamente per Non-Football Injured e Non-Football Illness ed indicano le liste dove viene inserito un giocatore che ha un infortunio o una malattia non dipendente dal football americano. - (PUP) sta per Physically Unable to Perform ed indica la lista dove viene inserito un giocatore mentre è in attesa di recuperare la condizione fisica. Nella stagione regolare dopo la sesta partita giocata dalla propria squadra, il giocatore ha tempo tre settimane per riprendere ad allenarsi, più tre settimane aggiuntive dal suo rientro agli allenamenti per rientrare in prima squadra. |

## Risultati

### Pre-campionato
| Filadelfia 11 agosto 2011, ore 19:30 EDT | Baltimore Ravens | 6 – 13 (3-7 0-3 0-3 3-0) referto | Philadelphia Eagles | Lincoln Financial Field |

| Pittsburgh 18 agosto 2011, ore 20:00 EDT | Philadelphia Eagles | 14 – 24 (0-7 0-14 0-0 14-3) referto | Pittsburgh Steelers | Heinz Field |

| Filadelfia 25 agosto 2011, ore 19:30 EDT | Cleveland Browns | 14 – 24 (0-7 0-10 0-7 14-0) referto | Philadelphia Eagles | Lincoln Financial Field |

| New York 1º settembre 2011, ore 19:30 EDT | Philadelphia Eagles | 24 – 14 (7-0 7-7 7-0 3-7) referto | New York Jets | MetLife Stadium |

### Stagione regolare
| Saint Louis 11 settembre 2011, ore 13:00 EDT 1ª giornata | Philadelphia Eagles | 31 – 13 (14-7 3-3 7-3 7-0) referto | St. Louis Rams | Edward Jones Dome (56.722 spett.) |

| Atlanta 18 settembre 2011, ore 20:20 EDT 2ª giornata | Philadelphia Eagles | 31 – 35 (0-7 10-7 21-7 0-14) referto | Atlanta Falcons | Georgia Dome (69.608 spett.) |

| Filadelfia 25 settembre 2011, ore 13:00 EDT 3ª giornata | New York Giants | 29 – 16 (14-0 0-13 0-3 15-0) referto | Philadelphia Eagles | Lincoln Financial Field (69.144 spett.) |

| Filadelfia 2 ottobre 2011, ore 13:00 EDT 4ª giornata | San Francisco 49ers | 24 – 23 (0-7 3-13 14-3 7-0) referto | Philadelphia Eagles | Lincoln Financial Field (69.144 spett.) |

| Orchard Park 9 ottobre 2011, ore 13:00 EDT 5ª giornata | Philadelphia Eagles | 24 – 31 (0-7 7-14 7-10 10-0) referto | Buffalo Bills | Ralph Wilson Stadium (69.803 spett.) |

| Landover 16 ottobre 2011, ore 13:00 EDT 6ª giornata | Philadelphia Eagles | 20 – 13 (7-0 13-3 0-3 0-7) referto | Washington Redskins | FedExField (80.447 spett.) |

7ª giornata:riposo
| Filadelfia 30 ottobre 2011, ore 20:20 EDT 8ª giornata | Dallas Cowboys | 7 – 34 (0-14 0-10 0-3 7-7) referto | Philadelphia Eagles | Lincoln Financial Field (69.144 spett.) |

| Filadelfia 7 novembre 2011, ore 20:30 EST 9ª giornata | Chicago Bears | 30 – 24 (7-0 10-10 3-14 10-0) referto | Philadelphia Eagles | Lincoln Financial Field (69.144 spett.) |

| Filadelfia 13 novembre 2011, ore 13:00 EST 10ª giornata | Arizona Cardinals | 21 – 17 (0-0 7-14 0-0 14-3) referto | Philadelphia Eagles | Lincoln Financial Field (69.144 spett.) |

| New York 20 novembre 2011, ore 20:20 EST 11ª giornata | Philadelphia Eagles | 17 – 10 (0-0 10-3 0-0 7-7) referto | New York Giants | MetLife Stadium (79,743 spett.) |

| Filadelfia 27 novembre 2011, ore 16:15 EST 12ª giornata | New England Patriots | 38 – 20 (7-10 17-3 7-0 7-7) referto | Philadelphia Eagles | Lincoln Financial Field (69.144 spett.) |

| Seattle 1º dicembre 2011, ore 20:20 EST 13ª giornata | Philadelphia Eagles | 14 – 31 (0-7 7-10 0-7 7-7) referto | Seattle Seahawks | Qwest Field (67.039 spett.) |

| Miami 11 dicembre 2011, ore 13:00 EST 14ª giornata | Philadelphia Eagles | 26 – 10 (0-7 24-0 -3 2-0) referto | Miami Dolphins | Sun Life Stadium (67.823 spett.) |

| Filadelfia 18 dicembre 2011, ore 16:15 EST 15ª giornata | New York Jets | 19 – 45 (0-14 13-14 0-10 6-7) referto | Philadelphia Eagles | Lincoln Financial Field (69.144 spett.) |

| Arlington 24 dicembre 2011, ore 16:15 EST 16ª giornata | Philadelphia Eagles | 20 – 7 (7-0 7-0 3-0 3-7) referto | Dallas Cowboys | Cowboys Stadium (84.834 spett.) |

| Filadelfia 1º gennaio 2012, ore 13:00 EST 17ª giornata | Washington Redskins | 10 – 34 (0-3 0-7 7-3 3-21) referto | Philadelphia Eagles | Lincoln Financial Field (69.144 spett.) |

### Play-off
Non qualificati

## Premi

### Partecipanti al Pro Bowl
Al termine della stagione i seguenti giocatori degli Eagles parteciperanno al Pro Bowl 2012
- Jason Babin
- LeSean McCoy
- Jason Peters

### Eletti All-Pro 2011
Al termine della stagione i seguenti giocatori degli Eagles vennero eletti nella squadra All-Pro del 2011
prima squadra
- LeSean McCoy
- Jason Peters

seconda squadra
- Jason Babin